# Gotan Project

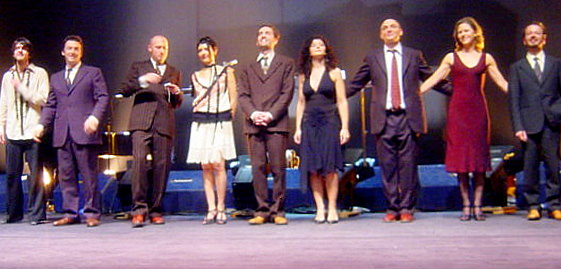
Gotan Project

Gotan Project este o formație din Paris, alcătuită din Philippe Cohen Solal (Franța), Eduardo Makaroff (Argentina) și Christoph H. Müller (Elveția).

## Albume
- 2001 La Revancha del Tango
- 2004 Inspiración Espiración
- 2006 Lunático
- 2008 Gotan Project Live
- 2010 Tango 3.0